# ФК «Динамо» Москва в сезоне 1929
Сезон 1929 года - 7-й в истории футбольного клуба «Динамо» Москва.
В нем команда приняла участие в весеннем и осеннем чемпионатах Москвы и в первенстве «Динамо».

## Общая характеристика выступления команды в сезоне
Перед началом сезона 1929 года команду пополнили Павел Савостьянов (правый инсайд из ЦДКА) и один из лучших защитников страны харьковчанин Константин Фомин. В первой команде продолжилась смена поколений и обострилась борьба за место в составе: переставший регулярно попадать в «основу» Константин Блинков покинул клуб, также ушли Михаил Соколов и Михаил Грузинский; Дмитрий Маслов играл в этом сезоне только за клубную команду. Потеря этих опытных игроков достаточно высокого уровня, возможно, и подвела в целом весьма сильный динамовский коллектив: на последовавшие в ходе сезона травмы Селина, Макарова, Столярова и, в особенности, главного бомбардира Павлова не всегда удавалось найти адекватные замены.
Весеннее первенство столицы проводилось как соревнование по «олимпийской системе» между «клубами» из пяти команд в общем зачете; при этом первые (главные) команды не имели отдельного соревновательного уровня — это было сделано организаторами турнира принципиально из соображений так называемой «массовости»: советское спортивное руководство интересовали не «рекордсмены», а вовлечение в соревнования как можно большей массы рядовых любителей. Первая команда «Динамо» в ходе этого турнира победила (единственная из всех участников) во всех своих матчах, «клубом» же уступила в полуфинале и заняла в итоге третье место.
Осенний чемпионат проводился среди восьми сильнейших команд в один круг и получился весьма захватывающим: ровный состав участников обеспечил интригу до последних минут последних матчей — в итоге четыре первых команды разделило всего одно очко.
Динамовцы со старта по уже сложившейся традиции лидировали (ничья и три победы, в том числе в принципиальном матче с «Пищевиками» — 4:1), но в пятом туре потерпели поражение от «Трёхгорки» (2:3). Победа над ЦДКА вновь вывела команду на вершину таблицы с хорошими шансами на чемпионство, но поражение в последнем туре от «Пролетарской кузницы», удачно игравшей в этом турнире именно с фаворитами (динамовцы 75 минут играли в меньшинстве после удаления Селина и вдобавок Иванов не забил пенальти), отбросило команду на третье место (по соотношению мячей).
Однако сезон принес «Динамо» и значимую победу: во всесоюзном первенстве общества — одном из первых отечественных масштабных клубных соревнований — динамовцы одержали красивую труднейшую победу, сумев в двух захватывающих поединках в полуфинале и финале победить соответственно динамовцев Северного Кавказа и Украины с одинаковым счетом 4:3 (в овертайме "до гола"), забив мячи на 129 и 127 минутах.

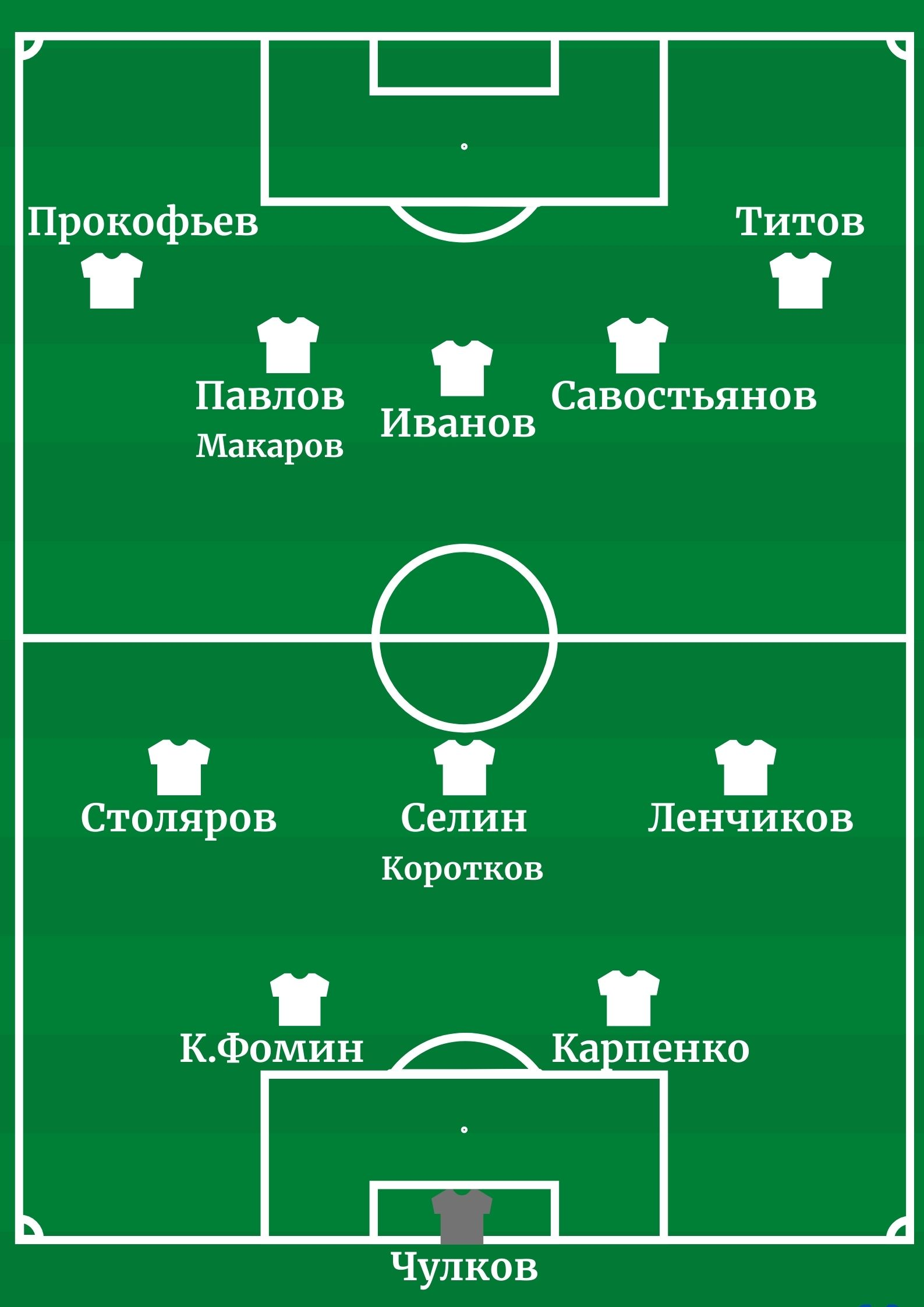

## Команда

### Состав
| Игрок              | Дата рождения   | Сезон в «Динамо» | Бывший клуб        |
| Вратари            | Вратари         | Вратари          | Вратари            |
| ------------------ | --------------- | ---------------- | ------------------ |
| Фёдор Чулков       | 17 февраля 1898 | 7                | КФ «Сокольники»    |
| Сергей Савельев    | 8 сентября 1907 | 1                | «Динамо» (клубная) |
| Защитники          |                 |                  |                    |
| Константин Фомин   | 6 декабря 1903  | 1                | «Динамо» Харьков   |
| Николай Карпенко   | [[ ]] 1905      | 3                | РКимА              |
| Полузащитники      |                 |                  |                    |
| Иван Ленчиков      | 31 мая 1899     | 7                | КФ «Сокольники»    |
| Фёдор Селин        | 7 марта 1899    | 3                | «Трёхгорка»        |
| Павел Коротков     | 24 июля 1907    | 1                | «Динамо» (клубная) |
| Алексей Столяров   | 5 марта 1905    | 2                | «Динамо» Ленинград |
| Пётр Мидлер        | 9 апреля 1906   | 5                | «Динамо» (клубная) |
| Александр Жидков   | [[ ]] 1904      | 1                | «Динамо» (клубная) |
| Нападающие         |                 |                  |                    |
| Владимир Титов     | [[ ]] 1903      | 6                | «Динамо» (клубная) |
| Алексей Макаров    | [[ ]] 1908      | 4                | «Динамо» (клубная) |
| Павел Савостьянов  | 14 июня 1904    | 1                | ЦДКА               |
| Владимир Куликов   | [[ ]] 1902      | 1                | «Динамо» (клубная) |
| Сергей Иванов      | 7 мая 1906      | 5                | «Динамо» (клубная) |
| Василий Павлов     | 23 января 1907  | 3                | «Динамо» (клубная) |
| Валентин Прокофьев | 12 марта 1905   | 2                | «Пищевики»         |

### Изменения в составе
| Поз | Игрок             | Прежний клуб       |
| --- | ----------------- | ------------------ |
| В   | Сергей Савельев   | «Динамо» (клубная) |
| З   | Константин Фомин  | «Динамо» Харьков   |
| П   | Павел Коротков    | «Динамо» (клубная) |
| П   | Александр Жидков  | «Динамо» (клубная) |
| П   | Пётр Мидлер       | «Динамо» (клубная) |
| Н   | Павел Савостьянов | ЦДКА               |
| Н   | Владимир Куликов  | «Динамо» (клубная) |

| Поз | Игрок              | Новый клуб         |
| --- | ------------------ | ------------------ |
| В   | Василий Подчепаев  | «Динамо» (клубная) |
| П   | Михаил Соколов     | ОРК                |
| Н   | Константин Блинков | РКимА              |
| Н   | Михаил Грузинский  | ОРК                |
| Н   | Дмитрий Маслов     | «Динамо» (клубная) |

## Официальные матчи

### Чемпионат Москвы 1929 (весна)
Число участников - 8. Чемпионат разыгрывался по «олимпийской системе» между «клубными» командами с суммарным зачётом результатов на равных условиях для I, II, III, IV и V команд; при этом результат игры главных (I) команд мог не совпадать с общим итогом такого матча, по которому и определялось продвижение команд по турнирной сетке. Таким образом, в турнире отсутствовала классификация главных (I) команд.
В «клубном» зачёте победу одержал клуб «Пищевики».
Главная (I) команда «Динамо» Москва победила во всех трех проведенных встречах (единственная из I команд, не проигравшая ни одного матча).
| 19 мая ЧМ 1(54) 1/4 финала | «Динамо» Москва                                | 3:2     | РКимА                         | Москва                            |
| | - Савостьянов 18′ - Павлов 30′ - Прокофьев 65′ | (отчёт) | - 13′ Сорокин - 38′ В.Блинков | Стадион: «Динамо» Зрителей: 6 000 |
| «Динамо» Москва: Чулков - Карпенко,К.Фомин - Ленчиков, Коротков, Столяров - Титов, Савостьянов, Иванов, Павлов, Прокофьев РКимА: Холмогоров - Б.Аркадьев, Зайцев - К.Лемешев, А.Коротков, Бубенцов - Сорокин, Брусникин, К.Блинков , В.Блинков, Богданов - по результатам игр всех пяти команд «клубная» команда вышла в 1/2 финала |                                                |         |                               |                                   |

| 2 июн ЧМ 2(55) 1/2 финала | «Динамо» Москва                 | 3:1     | КОР                | Москва                                        |
| | - Павлов 6′ - Прокофьев 14′ 25′ | (отчёт) | - 72′ Б.Загрядсков | Стадион: КОР Зрителей: 8 000 Судья: А.Щелчков |
| «Динамо» Москва: Чулков - Карпенко,К.Фомин - Ленчиков, Селин , Столяров - Титов, Савостьянов, Иванов, Павлов, Прокофьев КОР: Петров - Смирнов, Лесин - Артёмов, С.Беляев , Майоров - Семёнов, Чеснов, Б.Загрядсков, Дмитриев, Маковский - по результатам игр всех пяти команд «клубная» команда уступила |                                 |         |                    |                                               |

| 9 июн ЧМ 3(56) за III место | «Динамо» Москва                      | 3:1     | «Пролетарская кузница» | Москва                             |
| | - Титов 4′ - Иванов 35′ - Павлов 83′ | (отчёт) | - 20′ Шапошников       | Стадион: «Динамо» Зрителей: 10 000 |
| «Динамо» Москва: Чулков - Карпенко,К.Фомин - Ленчиков, Селин , Столяров - Титов, Савостьянов, Иванов, Павлов, Прокофьев Пролетарская кузница: Москвин - Поляков, Зуев - Ноготков, Сигачёв , И.Иванов - Грязнов, Н.Троицкий, Решетов, Соколов, Шапошников - по результатам игр всех пяти команд «клубная» команда победила |                                      |         |                        |                                    |

### Чемпионат Москвы 1929 (осень)
Число участников - 8. Чемпион - «Трёхгорка»
Чемпионат разыгрывался по «круговой системе» в один круг. Команда «Динамо» Москва заняла 3 место.
| 18 авг ЧМ 1(57) | «Динамо» Москва | 1:1     | РКимА          | Москва                             |
| | - Прокофьев 75′ | (отчёт) | - 85′ Богданов | Стадион: «Динамо» Зрителей: 10 000 |
| «Динамо» Москва: Чулков - Карпенко, К.Фомин - Ленчиков, Коротков, Столяров - Титов, Савостьянов, Иванов, Макаров, Прокофьев РКимА: Холмогоров - Б.Аркадьев, Матвеев - К.Лемешев, А.Коротков, Бубенцов - Сорокин, Брусникин, К.Блинков , В.Блинков, Богданов |                 |         |                |                                    |

| 25 авг ЧМ 2(58) | «Динамо» Москва                                                 | 6:2     | КОР                           | Москва                                        |
| | - Иванов 28′ 63′ - Селин 40′ - Павлов 49′ 82′ - Савостьянов 74′ | (отчёт) | - 14′ Чеснов - 78′ Загрядсков | Стадион: КОР Зрителей: 8 000 Судья: Я.Медовар |
| «Динамо» Москва: Чулков - Карпенко, К.Фомин - Ленчиков, Селин , Мидлер - Титов, Савостьянов, Иванов, Павлов, Прокофьев КОР: Ильин - Смирнов, Хрусталёв - Новиков, С.Беляев, Майоров - Семёнов, Чеснов, Загрядсков, Б.Дементьев, Хромов |                                                                 |         |                               |                                               |

| 8 сен ЧМ 3(59) | «Динамо» Москва                                               | 4:1     | «Пищевики»             | Москва                                                  |
| | - Селин 2′ - Иванов 19′ (пен.) - Савостьянов 30′ - Павлов 33′ | (отчёт) | - 52′ 81' (пен.) Леута | Стадион: им.Томского Зрителей: 10 000 Судья: В.Васильев |
| «Динамо» Москва: Чулков - Карпенко, К.Фомин 42' - Ленчиков, Селин , Столяров - Титов, Савостьянов, Иванов, Павлов, Прокофьев 61' · Пищевики: И.Филиппов - Ал.Старостин , Попов - С.Егоров, Ан.Старостин 61' , Литвейко - Баранов, П.Артемьев, Леута, Кривоносов, Поляков |                                                               |         |                        |                                                         |

| 19 сен ЧМ 4(60) | «Динамо» Москва                           | 3:2     | «Пролетарий»                 | Москва                            |
| | - Прокофьев 25′ - Павлов 36′ - Иванов 82′ | (отчёт) | - 44′ Гуров - 68′ Грузинский | Стадион: «Динамо» Зрителей: 8 000 |
| «Динамо» Москва: Чулков - Карпенко, К.Фомин - Ленчиков, Селин , Столяров - Титов, Савостьянов, Иванов, Павлов, Прокофьев «Пролетарий»: Глазунов - Поляков, М.Соколов - Макаров, И.Артемьев , И.Овечкин - Николаев, Гуров, Румянцев, Помогаев, Грузинский |                                           |         |                              |                                   |

| 22 сен ЧМ 5(61) | «Динамо» Москва           | 2:3     | «Трёхгорка»                       | Москва                               |
| | - Павлов 32′ - Иванов 50′ | (отчёт) | - 26′ А.Холин - 68′ 72′ В.Смирнов | Стадион: «Трёхгорка» Зрителей: 8 000 |
| «Динамо» Москва: Чулков - Карпенко, К.Фомин - Ленчиков, Селин , Столяров - Титов, Савостьянов, Иванов, Павлов, Прокофьев Трёхгорка: Леонов - Рущинский , Вас.Лапшин - В.Дубинин, Елисеев, Аронов - Якушев, Мельников, В.Смирнов, И.Филиппов, А.Холин |                           |         |                                   |                                      |

| 28 сен ЧМ 6(62) | «Динамо» Москва                             | 3:1     | ЦДКА         | Москва                                           |
| | - Савостьянов 25′ - Иванов 55′ - Павлов 79′ | (отчёт) | - 9′ С.Ильин | Стадион: «Динамо» Зрителей: 8 000 Судья: Н.Попов |
| «Динамо» Москва: Чулков - Карпенко, К.Фомин - Ленчиков, Селин , Столяров - Макаров, Савостьянов, Иванов, Павлов, Прокофьев ЦДКА: Матвеев - Пчеликов , Халкиопов - Пахомов, В.Стрепихеев, Спиридонов - Бочков, Калмыков, Ковалёв, Рыбин, С.Ильин |                                             |         |              |                                                  |

| 5 окт ЧМ 7(63) | «Динамо» Москва                 | 1:3     | «Пролетарская кузница»                          | Москва                                              |
| | - Павлов 41′ - Иванов 75'(пен.) | (отчёт) | - 12′ Соколов - 65′ Н.Троицкий - 89′ Шапошников | Стадион: «Динамо» Зрителей: 8 000 Судья: В.Васильев |
| «Динамо» Москва: Савельев - Карпенко, К.Фомин - Ленчиков, Селин 15', Столяров - Макаров, Савостьянов, Иванов, Павлов, Прокофьев · Пролетарская кузница: Москвин - Поляков, Зуев - И.Иванов, Сигачёв , М.Путистин - Грязнов, Н.Троицкий, Решетов, Соколов, Шапошников |                                 |         |                                                 |                                                     |

#### Итоговая таблица
| М | Команда                | И | В | Н | П | Мячи    | ±  | О  |
| - | ---------------------- | - | - | - | - | ------- | -- | -- |
|   | Трёхгорка              | 7 | 4 | 2 | 1 | 13 − 9  | +4 | 17 |
|   | Пищевики               | 7 | 4 | 1 | 2 | 17 − 11 | +6 | 16 |
|   | Динамо                 | 7 | 4 | 1 | 2 | 20 − 13 | +7 | 16 |
| 4 | «Пролетарий»           | 7 | 3 | 3 | 1 | 21 − 15 | +6 | 16 |
| 5 | «Пролетарская кузница» | 7 | 2 | 2 | 3 | 13 − 15 | −2 | 13 |
| 6 | КОР                    | 7 | 3 | 0 | 4 | 13 − 21 | −8 | 13 |
| 7 | ЦДКА                   | 7 | 2 | 1 | 4 | 14 − 18 | −4 | 12 |
| 8 | РКимА                  | 7 | 0 | 2 | 5 | 7 − 16  | −9 | 9  |

И — игры, В — выигрыши, Н — ничьи, П — проигрыши, Мячи — забитые и пропущенные голы, ± — разница голов, О — очки

### Первенство «Динамо»
Всесоюзный праздник общества «Динамо» в честь пятилетия общества
Число участников - 100 (после предварительных игр в финальной части - 8). Чемпион - «Динамо» Москва.Чемпионат разыгрывался по «олимпийской системе».

#### Отборочный этап
| 21 июл ЧД 1(7) Отборочный                                                                                          | «Динамо» Москва                                                                                 | 12:0    | «Динамо» Западная область | Смоленск                              |
| | - Иванов 10′ 18′ 32′ 56′ - Павлов 15′ 24′ 48′ 63′ - Прокофьев 29′ 67′ - Куликов 74′ - Титов 83′ | (отчёт) |                           | Стадион: «Профсоюзов» Зрителей: 5 000 |
| «Динамо» Москва: Чулков - Карпенко, К.Фомин - Ленчиков, Селин , Мидлер - Титов, Куликов, Иванов, Павлов, Прокофьев |                                                                                                 |         |                           |                                       |

#### Финальный этап
| 2 авг ЧД 2(8) 1/4 финала | «Динамо» Москва                                                    | 6:3     | «Динамо» Нижний Новгород | Москва                            |
| | - Прокофьев 18′ 53′ - Савостьянов 31′ - Иванов 57′ 65′ - Титов 86′ | (отчёт) |                          | Стадион: «Динамо» Зрителей: 3 000 |
| «Динамо» Москва: Чулков - Карпенко, К.Фомин - Ленчиков, Коротков, Столяров - Титов, Савостьянов, Иванов, Макаров, Прокофьев |                                                                    |         |                          |                                   |

| 4 авг ЧД 3(9) 1/2 финала | «Динамо» Москва                              | 4:3 (д.в.) | «Динамо» Северный Кавказ                     | Москва                            |
| | - Титов 61′ - Иванов 85′ 95′ - Коротков 129′ | (отчёт)    | - 21′ Урбанский - 57′ Сердюков - 110′ Курабо | Стадион: «Динамо» Зрителей: 3 000 |
| «Динамо» Москва: Чулков - Карпенко, К.Фомин - Ленчиков, Коротков, Жидков - Титов, Савостьянов, Иванов, Макаров, Прокофьев «Динамо» Северный Кавказ: Лужинский - Букатин, Сафьянопуло - В.Жеромский, Кратшин, Г.Жеромский - Сердюков, Карнаухов, Курабо, Урбанский , Подмарков |                                              |            |                                              |                                   |

| 8 авг ЧД 4(10) Финал | «Динамо» Москва                             | 4:3 (д.в.) | «Динамо» Украина               | Москва                                              |
| | - К.Фомин 34′ - Титов 43′ - Иванов 53′ 127′ | (отчёт)    | - 25′ 47′ Печеный - 29′ Сердюк | Стадион: «Динамо» Зрителей: 8 000 Судья: В.Рябоконь |
| «Динамо» Москва: Чулков - Карпенко, К.Фомин - Ленчиков, Селин , Столяров (91' Жидков) - Титов, Савостьянов, Иванов, Павлов (91' Макаров), Прокофьев «Динамо» Украина: Норов - Кладько, Денисов - Н.Фомин, В.Фомин , Жордания - Малхасов, Шпаковский, Мотлохов (91' Губарев), Сердюк, Печеный |                                             |            |                                |                                                     |

## Товарищеские игры

#### Тур на Кавказ
| 6 апр ТМ 1 | «Динамо» Москва             | 2:1     | «Пищевики» Тифлис | Тифлис                             |
| | - Селин - ? (пен.) - Иванов | (отчёт) |                   | Стадион: «Динамо» Судья: Гальперин |
| «Динамо» Москва: Чулков - Карпенко, К.Фомин - Ленчиков, Селин , Столяров - Макаров, Савостьянов, Иванов, Павлов, Прокофьев «Пищевики» Тифлис: Солонин - Воронов, Долголеев - Барикалов, Имнадзе, Рамишвили - Орлов, Асламазов, Дьяков, Магалов, … |                             |         |                   |                                    |

| 7 апр ТМ 2 | «Динамо» Москва | 4:1     | «Металлисты» Тифлис | Тифлис            |
|            |                 | (отчёт) |                     | Стадион: «Динамо» |

| 12 апр ТМ 3 | «Динамо» Москва               | 3:0     | «Динамо» Тифлис | Тифлис            |
|             | - Титов 25′ - Иванов - Павлов | (отчёт) |                 | Стадион: «Динамо» |

| 14 апр ТМ 4 | «Динамо» Москва | 1:1     | «Динамо» Грузия | Тифлис            |
|             | - Прокофьев     | (отчёт) |                 | Стадион: «Динамо» |

| 16 апр ТМ 5 | «Динамо» Москва | 1:0     | Сборная Комсомола Баку | Баку                 |
|             | - ? (авт.)      | (отчёт) |                        | Стадион: «Городской» |

| 18 апр ТМ 6 | «Динамо» Москва | 1:0     | «Прогресс» Баку | Баку                 |
|             | - Павлов        | (отчёт) |                 | Стадион: «Городской» |

| 19 апр ТМ 7             | «Динамо» Москва   | 2:1     | «Динамо» Баку | Баку                 |
|                         | - Иванов - Павлов | (отчёт) |               | Стадион: «Городской» |
| «Динамо» Москва: Чулков |                   |         |               |                      |

#### Предсезонные игры
| 27 апр ТМ 8 | «Динамо» Москва | 1:1     | «Красный Луч» | Москва |
|             |                 | (отчёт) |               |        |

| 19 апр ТМ 9 | «Динамо» Москва  | 1:3     | ЦДКА                                       | Москва        |
|             | - Прокофьев 1:0′ | (отчёт) | - 1:1′ Бочков - 1:2′ Ильин - 1:3′ Калмыков | Стадион: ЦДКА |

#### Товарищеские матчи
| 30 мая ТМ 10                                                             | «Динамо» Москва | 7:0     | Подольск | Подольск |
|                                                                          | - Иванов        | (отчёт) |          |          |
| «Динамо» Москва: Чулков, Селин, Иванов Подольск: Фокин, Лапшин, Забываев |                 |         |          |          |

| 8 июн ТМ 11                                                                               | «Динамо» Москва | 3:4     | «Красный Текстильщик» Орехово | Орехово-Зуево        |
|                                                                                           |                 | (отчёт) |                               | Судья: И.Савостьянов |
| «Динамо» Москва: ... - ..., К.Фомин - Ленчиков, Селин , Столяров - ..., Павлов, Прокофьев |                 |         |                               |                      |

| 30 июн ТМ 12 | «Динамо» Москва                  | 3:2     | «Пищевики»                     | Москва                           |
| | - Павлов 4′ 60′ - Прокофьев 3:2′ | (отчёт) | - 6′ Путилин - 11′ Н.Старостин | Стадион: «Динамо» Судья: Н.Попов |
| «Динамо» Москва: Агапов - Клочков, К.Фомин - Ленчиков, Коротков, Столяров - Титов, Савостьянов, Жидков, Павлов, Прокофьев Пищевики: И.Филиппов - Ал.Старостин, П.Попов - Леута, Ан.Старостин, С.Егоров - Н.Старостин, П.Артемьев, Исаков, Кривоносов, Путилин |                                  |         |                                |                                  |

| 23 июл ТМ 13 | «Динамо» Москва | 7:3     | Ярцево | Ярцево |
|              |                 | (отчёт) |        |        |

| 28 июл ТМ 14 | «Динамо» Москва | 1:2     | «Динамо» Киев               | Москва                           |
| | - Иванов 11′    | (отчёт) | - 29′ Синица - 69′ Малхасов | Стадион: «Динамо» Судья: Н.Попов |
| «Динамо» Москва: Чулков - Карпенко, К.Фомин - Лёнчиков, Селин , Мидлер - Титов, Куликов (70' Мильеранский), Иванов, Павлов (19' Смоленго), Прокофьев «Динамо» Киев: Идзковский - Денисов, Пржепольский - Пионтковский, Бланк, Тютчев - Печеный, Сердюк, Синица, Садовский, Малхасов |                 |         |                             |                                  |

#### Матч сборной «Динамо»
| 10 авг ТМ 15 | «Динамо» сборная | 6:2     | Москва | Москва            |
| | - Иванов         | (отчёт) |        | Стадион: «Динамо» |
| «Динамо» сборная: Н.Соколов - К.Фомин, Кладько - ... - Малхасов, ... Иванов, Прокофьев (на замену выходил Печеный) Москва: Леонов - ... - ... - Н.Старостин, Зайцев, Исаков, Кривоносов, А.Холин |                  |         |        |                   |

#### Тур в Ташкент
| 18 окт ТМ 16 | «Динамо» Москва                                        | 5:2     | «Динамо» Ташкент                                   | Ташкент                         |
| | - Иванов 37′ (пен.) 39′ - Калинин 48′ - ? 57′ - ? ~85′ | (отчёт) | - 48′ А.Пижурин - 36'(пен.) Адисман - 4:2′ Адисман | Стадион: «КИМ» Судья: А.Щелчков |
| «Динамо» Москва: Подчепаев - Мильеранский, Карпенко - Лёнчиков, Коротков, Столяров - Макаров, Савостьянов, Иванов, Павлов, Калинин «Динамо» Ташкент: Хельвас - Сизов, Даниелов - Бодров, Савицкий, Чижов - Мельников, Семёнов, П.Пижурин, А.Пижурин, Адисман |                                                        |         |                                                    |                                 |

| 20 окт ТМ 17 | «Динамо» Москва | 1:0     | Ташкент-2 | Ташкент        |
| |                 | (отчёт) |           | Стадион: «КИМ» |
| «Динамо» Москва: Подчепаев - Мильеранский, Карпенко - Лёнчиков, Коротков, Столяров - Макаров, Савостьянов, Иванов, Павлов, Калинин Ташкент-2: Боков - Сизов, Сливин - Нешто, Глюба, Зубарев - Баранов, Архангельский, Стрельбицкий, Взенконский, Тютин |                 |         |           |                |

| 22 окт ТМ 18 | «Динамо» Москва    | 6:3     | Ташкент (профсоюзы) | Ташкент        |
| | - Куликов - Иванов | (отчёт) | - Долженков         | Стадион: «КИМ» |
| «Динамо» Москва: Подчепаев - Мильеранский, Яковлев - Лёнчиков, Коротков, Михайлов - Макаров, Куликов, Иванов, Павлов, Калинин Ташкент (профсоюзы): Двугрошев - Морозов, Смирнов - Дьяконов, Пригель, Зубарев - Долженков, Стугин, Глуховский, Архангельский, Вишняков |                    |         |                     |                |

| 24 окт ТМ 19 | «Динамо» Москва                 | 8:3     | Ташкент     | Ташкент                       |
| | - Павлов - Иванов (пен.) (пен.) | (отчёт) | - А.Пижурин | Стадион: «КИМ» Судья: Хоменко |
| «Динамо» Москва: Подчепаев - Мильеранский, Карпенко (35' Яковлев) - Ленчиков, Коротков, Столяров - Калинин, Савостьянов, Иванов, Павлов, Прокофьев (71' Макаров) Ташкент: Крол - Даниелов, Смирнов - Чижов, Савицкий, Бодров - Адисман, А.Пижурин, Богданов, Даманов, Долженков |                                 |         |             |                               |

| 30 окт ТМ 20 | «Динамо» Москва | 8:1     | Самара-2 | Самара |
|              |                 | (отчёт) |          |        |

| 31 окт ТМ 21                                          | «Динамо» Москва | 4:2     | Самара                       | Самара |
|                                                       |                 | (отчёт) | - 25′ Коротков - 46′ Никитин |        |
| Самара: * Вратарь Самары Комендантский отбил пенальти |                 |         |                              |        |

## Статистика сезона

### Игроки и матчи

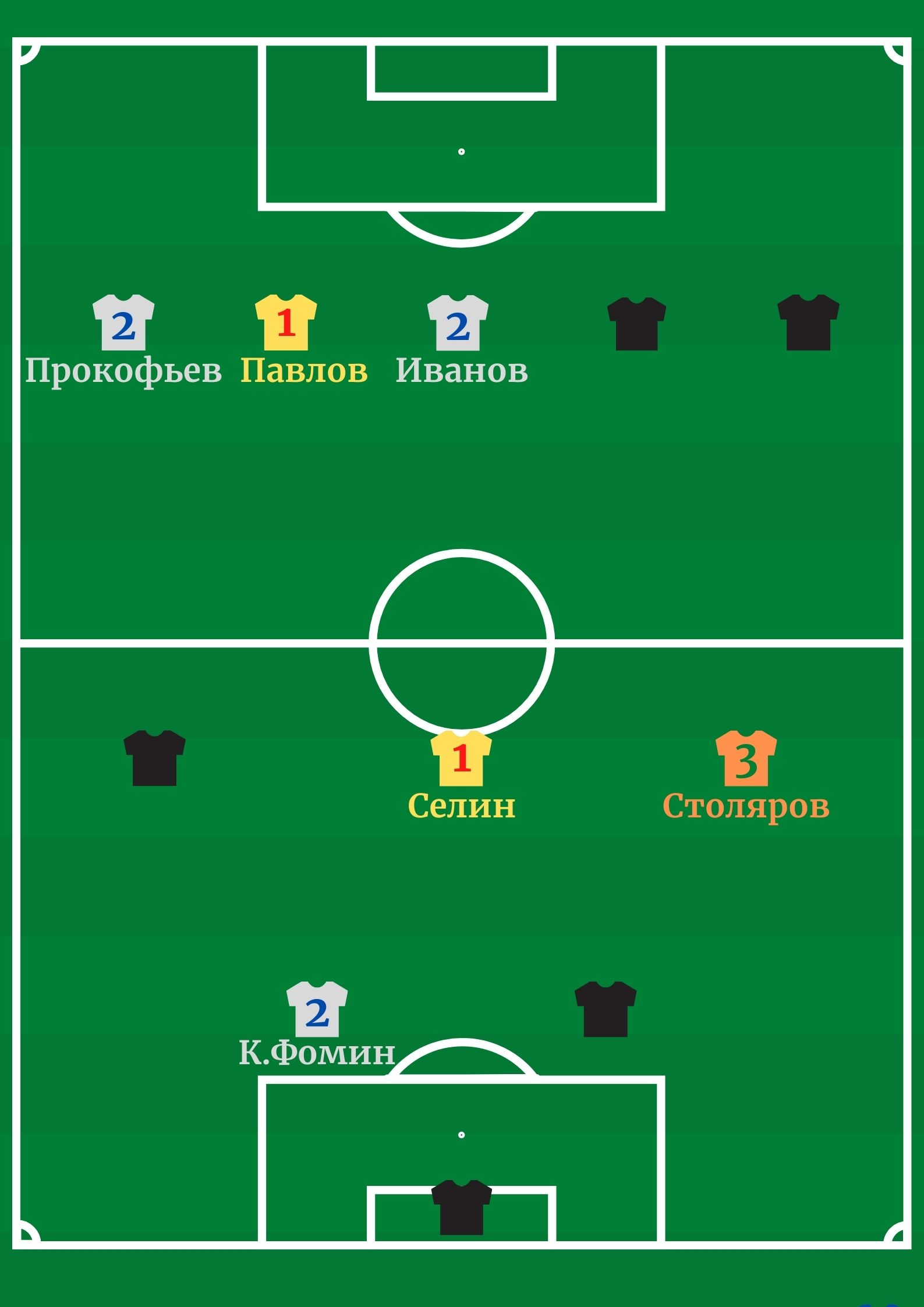
Динамовцы в списке 33 лучших футболистов

| Игрок                | Чемпионат Москвы | Чемпионат Москвы | Чемпионат «Динамо» | Чемпионат «Динамо» | Итого           | Итого   | Товарищеские матчи | Товарищеские матчи | Всего официальные матчи | Всего официальные матчи |
| Игрок                | Вышел на замену  | Гол              | Вышел на замену    | Гол                | Вышел на замену | Гол     | Вышел на замену    | Гол                | Вышел на замену         | Гол                     |
| Вратари              | Вратари          | Вратари          | Вратари            | Вратари            | Вратари         | Вратари | Вратари            | Вратари            | Вратари                 | Вратари                 |
| -------------------- | ---------------- | ---------------- | ------------------ | ------------------ | --------------- | ------- | ------------------ | ------------------ | ----------------------- | ----------------------- |
| Фёдор Чулков         | 9                | (-14)            | 4                  | (-9)               | 13              | (-23)   | 3                  | (-3)               | 66                      | (-117)                  |
| Сергей Савельев      | 1                | (-3)             |                    |                    | 1               | (-3)    |                    |                    | 1                       | (-3)                    |
| Защитники            |                  |                  |                    |                    |                 |         |                    |                    |                         |                         |
| Константин Фомин (4) | 10               |                  | 4                  | 1                  | 14              | 1       | 5                  |                    | 14                      | 1                       |
| Николай Карпенко     | 10               |                  | 4                  |                    | 14              |         | 5                  |                    | 30                      |                         |
| Полузащитники        |                  |                  |                    |                    |                 |         |                    |                    |                         |                         |
| Иван Ленчиков        | 10               |                  | 4                  |                    | 14              |         | 8                  |                    | 74                      |                         |
| Фёдор Селин (10)     | 8                | 2                | 2                  |                    | 10              | 2       | 4                  | 1                  | 18                      | 5                       |
| Алексей Столяров     | 9                |                  | 2                  |                    | 11              |         | 6                  |                    | 18                      |                         |
| Павел Коротков       | 2                |                  | 2                  | 1                  | 4               | 1       | 5                  |                    | 4                       | 1                       |
| Пётр Мидлер          | 1                |                  | 1                  |                    | 2               |         | 1                  |                    | 25                      | 3                       |
| Александр Жидков     |                  |                  | 2                  |                    | 2               |         | 1                  |                    | 2                       |                         |
| Нападающие           |                  |                  |                    |                    |                 |         |                    |                    |                         |                         |
| Владимир Титов       | 8                | 1                | 4                  | 4                  | 12              | 5       | 3                  | 1                  | 35                      | 11                      |
| Павел Савостьянов    | 10               | 4                | 3                  | 1                  | 13              | 5       | 5                  |                    | 13                      | 5                       |
| Сергей Иванов        | 10               | 7                | 4                  | 10                 | 14              | 17      | 11                 | 11                 | 55                      | 61                      |
| Василий Павлов       | 9                | 10               | 2                  | 4                  | 11              | 14      | 10                 | 6                  | 18                      | 22                      |
| Валентин Прокофьев   | 10               | 5                | 4                  | 4                  | 14              | 9       | 8                  | 3                  | 21                      | 9                       |
| Алексей Макаров      | 3                |                  | 3                  |                    | 6               |         | 5                  |                    | 31                      | 9                       |
| Владимир Куликов     |                  |                  | 1                  | 1                  | 1               | 1       | 2                  | 1                  | 1                       | 1                       |

| Турнир            | Игрок         | Вышел на замену | Игрок         | Гол |
| ----------------- | ------------- | --------------- | ------------- | --- |
| Официальные матчи | Иван Ленчиков | 74              | Сергей Иванов | 61  |
| Чемпионат Москвы  | Иван Ленчиков | 63              | Сергей Иванов | 49  |

Достижения в сезоне
- Фёдор Чулков и Иван Ленчиков выступали во всех 7 сезонах «Динамо»
- Иван Ленчиков играл в каждом из 74 официальных матчей «Динамо»
- Сергей Иванов стал первым игроком, забившим за «Динамо» 50 мячей в официальных матчах